# Popis klavirskih koncerata

## Barok
- Bach, Johann Sebastian (1685. – 1750.)
  - Koncert za klavir i gudače u d-molu BWV 1052
  - Koncert za klavir i gudače u E-duru BWV 1053
  - Koncert za klavir i gudače u D-duru BWV 1054
  - Koncert za klavir i gudače u A-duru BWV 1055
  - Koncert za klavir i gudače u f-molu BWV 1056
  - Koncert za klavir, 2 flaute i gudače u F-duru BWV 1057
  - Koncert za klavir i gudače u g-molu BWV 1058
  - Koncert za klavir i gudače u c-molu BWV 1060
  - Koncert za klavir i gudače u C-duru BWV 1061
  - Koncert za klavir i gudače u d-molu BWV 1063
  - Koncert za klavir i gudače u a-molu BWV 1065
- Vivaldi, Antonio (1678. – 1741.)
  - Koncert za klavir i gudače u A-duru RV 780

## Klasicizam
- Bach, Carl Philipp Emanuel (1714. – 1788.)
  - Klavirski koncerti Wq 1-45
  - Koncert za 2 klavira i orkestar Wq 46
- Bach, Johann Christian (1735. – 1782.)
  - Klavirski koncerti op.1 br. 1-6

- - Klavirski koncerti op.7 br. 1-6
  - Klavirski koncerti op.13 br. 1-6
  - Koncert za klavir i orkestar op.14
  - Klavirski koncerti W C68-73
- Beethoven, Ludwig van (1770. – 1827.)
  - Koncert za klavir i orkestar br.1 u C-duru op.15
  - Koncert za klavir i orkestar br.2 u B-duru op.19
  - Koncert za klavir i orkestar br.3 u c-molu op.37
  - Koncert za klavir i orkestar br.4 u G-duru op.58
  - Koncert za klavir i orkestar br.5 u Es-duru op.73
- Haydn, Joseph (1732. – 1809.) 
  - Popis klavirskih koncerata Josepha Haydna
- Mozart, Wolfgang Amadeus (1756. – 1791.)
  - Popis klavirskih koncerata Wolfganga Amadeusa Mozarta
- Salieri, Antonio (1750. – 1825.)
  - Koncert za klavir i orkestar br.1 C-duru (1773.)
  - Koncert za klavir i orkestar br.2 B-duru (1773.)

## Romantizam
- Brahms, Johannes (1833. – 1897.)
  - Koncert za klavir i orkestar br.1 u d-molu op.15
  - Koncert za klavir i orkestar br.1 u B-duru op. 83
- Chopin, Frédéric (1810. – 1849.)

- - Koncert za klavir i orkestar br.1 u e-molu op.11
  - Koncert za klavir i orkestar br.2 u f-molu op.21
- Draeseke, Felix (1835. – 1913.)
  - Koncert za klavir i orkestar u Es-duru op.36 (1886.)
- Dvořák, Antonín (1841. – 1904.)
  - Koncert za klavir i orkestar u g-molu op.33 (1876.)
- Field, John (1782. – 1837.)
  - Koncert za klavir i orkestar br.1 u Es-duru (1799.)
  - Koncert za klavir i orkestar br.2 u As-duru (1816.)
  - Koncert za klavir i orkestar br.3 u Es-duru (1816.)
  - Koncert za klavir i orkestar br.4 u Es-duru (1814.)
  - Koncert za klavir i orkestar br.5 u C-duru (L'incendie par l'orage, 1817.)
  - Koncert za klavir i orkestar br.6 u C-duru (1819., rev. 1820.)
  - Koncert za klavir i orkestar br.7 u c-molu (1822.)
- Franck, Eduard (1817. – 1893.)
  - Koncert za klavir i orkestar br.1 u d-molu op.13 (1849.)
  - Koncert za klavir i orkestar br.2 u C-uru (1879.)
  - Koncert za dva klavira i orkestar u C-duru (1852.)
- Franck, Richard (1858. – 1938.)
  - Koncert za klavir i orkestar br.1 u d-molu (1880.)
  - Koncert za klavir i orkestar br.2 u A-duru (1881.)
  - Koncert za klavir i orkestar br.3 u e-molu op.50 (1910.)
- Fuchs, Robert (1847. – 1927.)
  - Koncert za klavir i orkestar u b-molu op.27
- Grieg, Edward (1843. – 1907.)
  - Koncert za klavir i orkestar u a-molu op.16
- Henselt, Adolf (1814. – 1889.)
  - Koncert za klavir i orkestar u f-molu op.16
- Hummel, Johann Nepomuk (1778. – 1837.)
  - Koncert za klavir i orkestar br.2 u a-molu op.85
  - Koncert za klavir i orkestar br.3 u h-molu op.89
- Kiel, Friedrich (1821. – 1885.)
  - Koncert za klavir i orkestar u B-duru op.30
- Liszt, Franz (1811. – 1886.)
  - Koncert za klavir i orkestar br.1 u Es-duru
  - Koncert za klavir i orkestar br.2 u A-duru
- Litolff, Henry (1818. – 1891.)
  - Concerto Symphonique br.2 h-molu op.22 (1844.)
  - Concerto Symphonique br.3 Es-duru op.45 (1846.)
  - Concerto Symphonique br.4 d-molu op.102 (1852.)
  - Concerto Symphonique br.5 c-molu op.123 (1867.)
- Massenet, Jules (1842. – 1912.)
  - Koncert za klavir i orkestar u Es-duru
- Mendelssohn Bartholdy, Felix (1809. – 1847.)
  - Koncert za klavir i orkestar u a-molu
  - Koncert za klavir i orkestar br.1 u g-molu op.25
  - Koncert za klavir i orkestar br.2 d-molu op.40
- Moscheles, Ignaz (1794. – 1870.)
  - Koncert za klavir i orkestar br.1 F-duru op. 45 (1818.)
  - Koncert za klavir i orkestar br.2 u Es-duru op.56 (1815.)
  - Koncert za klavir i orkestar br.3 u g-molu op.60 (1820.)
  - Koncert za klavir i orkestar br.4 u E-duru op.64 (nepoznata godina)
  - Koncert za klavir i orkestar br.5 u C-duru op.87 (1830.)
  - Koncert za klavir i orkestar br.6 u B-duru op.90 (1834.)
  - Koncert za klavir i orkestar br.7 u c-molu op.93 (1835.)
- Reinecke, Carl (1824. – 1910.)
  - Koncert za klavir i orkestar br.1 fis-molu op.72
  - Koncert za klavir i orkestar br.2 e-molu op.120 (1872.)
  - Koncert za klavir i orkestar br.3 C-duru op.144 (1877.)
  - Koncert za klavir i orkestar br.4 h-molu op.254 (1900.)
- Rimski-Korsakov, Nikolaj (1844. – 1908.)
  - Koncert za klavir i orkestar u cis-molu op.30 (1882. – 1883.)
- Rubinstein, Anton Grigorjevič (1829. – 1894.)
  - Koncert za klavir i orkestar br.1 u e-molu op.25 (1850.)
  - Koncert za klavir i orkestar br.2 u F-duru op.35 (1851.)
  - Koncert za klavir i orkestar br.3 u G-duru op.45 (1853. – 1854.)
  - Koncert za klavir i orkestar br.4 u d-molu op.70 (1864.)
  - Koncert za klavir i orkestar br.5 u Es-duru op.94 (1874.)
- Saint-Saëns, Camille (1835. – 1921.)
  - Koncert za klavir i orkestar br.1 D-duru
  - Koncert za klavir i orkestar br.2 g-molu
  - Koncert za klavir i orkestar br.3 Es-duru
  - Koncert za klavir i orkestar br.4 c-molu
  - Koncert za klavir i orkestar br.5 F-duru "Egipatski koncert"
- Schumann, Robert (1810. – 1856.)
  - Koncert za klavir i orkestar u a-molu op.54
- Tanejev, Sergej (1856. – 1915.)
  - Koncert za klavir i orkestar u E-duru (1876.)
- Thieriot, Ferdinand (1838. – 1919.)
  - Koncert za klavir i orkestar br.1 u B-duru
  - Koncert za klavir i orkestar br.2 u c-molu
- Čajkovski, Petar Iljič (1840. – 1893.)
  - Koncert za klavir i orkestar br.1 u b-molu
  - Koncert za klavir i orkestar br.2 u G-duru
  - Koncert za klavir i orkestar br.3 u Es-duru (nedovršen)
- Weber, Carl Maria von (1786. – 1826.)
  - Koncert za klavir i orkestar br.1 u C-duru op.11
  - Koncert za klavir i orkestar br.2 u Es-duru op.32